# Alfredo Reyes Velázquez
Alfredo Martín Reyes Velázquez (León, Guanajuato; 15 de diciembre de 1953) fue Senador por Aguascalientes en las Legislaturas LVIII y LIX de 2000 a 2006.
Alfredo Reyes es conocido popularmente como "Mosco" Reyes, mote heredado de su padre que fuera beisbolista profesional.
Es Ingeniero Industrial egresado del Instituto Tecnológico de Aguascalientes, miembro del PAN desde 1994, en 1995 fue elegido Presidente Municipal de Aguascalientes, cargo que ocupó de 1996 a 1998 y luego Secretario de Planeación del estado en el gobierno de Felipe González González.
Alfredo Reyes Velásquez, quien prometió remunicipalizar el servicio, de ganar la alcaldía de Aguascalientes en 1995, hecho que consiguió en las urnas
Ya en el cargo, Reyes Velásquez no sólo incumplió su promesa, sino que aumentó el lapso de la concesión a 30 años
Como presidente municipal de Aguascalientes destaca la creación de los Miércoles Ciudadanos, que tienen por objetivo el que los funcionarios municipales atiendan directamente los requerimientos, las dudas e inquietudes de los hidrocalidos, la remodelación de varias fincas históricas del primer cuadro de la ciudad y el establecimiento de un sistema integral de recolección de basura, la creación del Relleno Sanitario "San Nicolás" el mejor de América Latina.
En 2000 fue elegido Senador de la República hasta 2006, de la LVIII y LIV Legislatura, se caracteriza por ser un político con principios y comprometido con la ciudadanía de su Estado Aguascalientes" de la Gente Buena", cabe mencionar que durante su gestión implementó diversos programas sociales para apoyar, escuchar y atender los problemas que aquejan en la ciudadanía aguascalentense.
De diciembre de 2006 a octubre de 2008 fue director del Fideicomiso Fondo Nacional de Habitaciones Populares (FONHAPO).
En las elecciones de 2009 fue candidato a diputado del 2 distrito por su partido, pero el 6 de julio se conoció que la victoria era de su opositor David Hernández Vallin.
En 2010 fue precandidato para gobernador, pero la candidatura fue para Martín Orozco Sandoval, siendo designado candidato a diputado por el  Distrito XVI quedando en segundo lugar pero ingresó a la LXI Legislatura por tener la menor diferencia de votos.